# Plunkett y Macleane
Plunkett y Macleane es una película británica de 1999 dirigida por Jake Scott y protagonizada por Robert Carlyle, Jonny Lee Miller y Liv Tyler.

## Sinopsis
Inglaterra, mediados del siglo XVIII. Dos conocidos salteadores de caminos, un boticario arruinado y un capitán, miembro de la aristocracia, se conocen en la cárcel, se hacen amigos y cuando salen logran introducirse en la alta sociedad. Sin embargo, sus objetivos son muy distintos.

## Reparto
- Robert Carlyle: Will Plunkett
- Jonny Lee Miller: Capitán James Macleane
- Liv Tyler: Lady Rebecca Gibson
- Ken Stott: Chance
- Alan Cumming: Lord Rochester
- Michael Gambon: Lord Gibson
- Iain Robertson: Rob

## Estreno y acogida
Plunkett & Macleane recaudó 2.757.485 libras esterlinas (4,6 millones de dólares) en el Reino Unido y tuvo un rendimiento inferior en la taquilla de EE. UU. La película se estrenó el 1 de octubre de 1999 en 475 salas de EE. UU. y recaudó 244.765 dólares durante sus tres primeros días; los ingresos totales en EE. UU. ascendieron a 474.900 dólares.
La película recibió principalmente críticas negativas; Rotten Tomatoes tiene una puntuación del 24% basada en los comentarios de 29 críticos. Metacritic le da una puntuación de 44 sobre 100 de 27 críticos, lo que indica «críticas mixtas o medias».